# Penélope Cruz

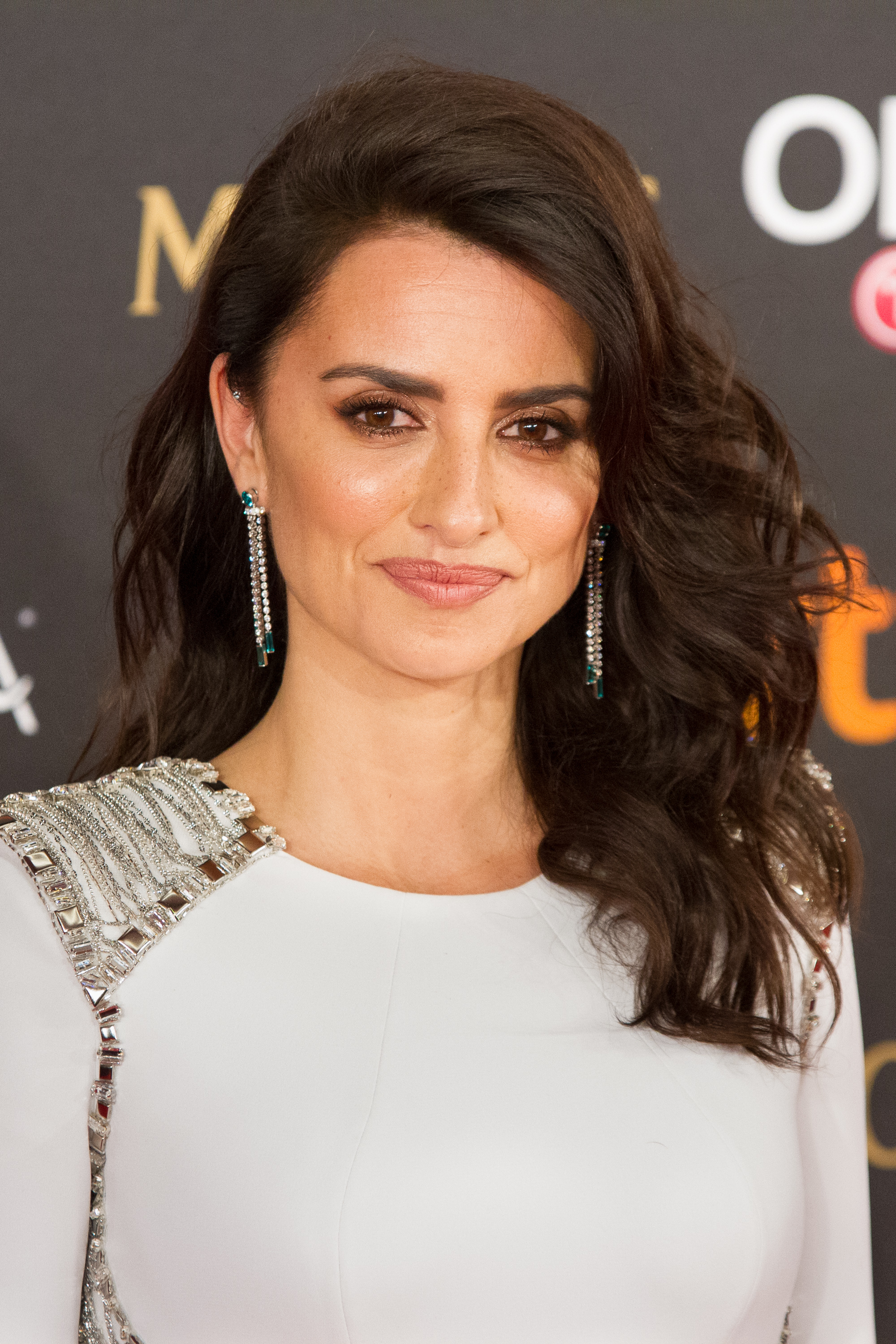
Penélope Cruz, 2018

Penélope Cruz Sánchez (anhörenⓘ) [peˈnelope ˈkruθ ˈsant͡ʃeθ] (* 28. April 1974 in Alcobendas) ist eine spanische Schauspielerin und Oscar-Preisträgerin.

## Leben
Penélope Cruz Sánchez wurde als Tochter von Eduardo Cruz, einem Automechaniker, und Encarnación Sánchez, einer Friseurin, geboren. Sie hat zwei jüngere Geschwister: Mónica, ebenfalls Schauspielerin, und Eduardo, einen in Spanien bekannten Sänger.
Anfang Juli 2010 heiratete sie ihren Schauspielkollegen Javier Bardem. Aus der Ehe gingen ein Sohn (* 2011) und eine Tochter (* 2013) hervor.

## Werdegang
Nachdem Cruz an Spaniens Nationalkonservatorium neun Jahre lang klassisches Ballett erlernt hatte, setzte sie das Training bei einer Reihe prominenter Tänzer fort. Mit ihrem Auftritt in dem Musikvideo La fuerza del destino der Popgruppe Mecano erlangte sie 1988 in Spanien zum ersten Mal eine gewisse Bekanntheit. Mit 15 Jahren gewann sie einen Talentwettbewerb. Der damit zusammenhängende Vertrag verschaffte ihr verschiedene Rollen in spanischen Fernsehshows und Musikvideos und ebnete ihr so den Weg für eine Karriere auf der großen Leinwand.
Ihr Filmdebüt gab Cruz in El laberinto griego (The Greek Labyrinth, 1991). Danach hatte sie eine kleine Rolle in der TV-Mini-Serie Eiskaltes Duell mit Timothy Dalton (1992). Ihr dritter Film war der mit einem Oscar ausgezeichnete Belle Epoque (1992), in dem sie eine von vier Schwestern spielt, die um die Gunst eines attraktiven Deserteurs konkurrieren. Ihre Filmbiografie wuchs weiter um drei bis vier Filme pro Jahr und bald war Cruz die führende Frau in Spaniens Kino. Live Flesh – Mit Haut und Haar (Carne trémula, 1997) eröffnete ihr die Möglichkeit, mit Spaniens renommiertem Regisseur Pedro Almodóvar (der später ihr Türöffner zum internationalen Film wurde) zu arbeiten. Im selben Jahr spielte sie die Hauptrolle in dem Mysteryfilm Virtual Nightmare – Open Your Eyes (Abre los ojos, 1997), der 2001 mit ihr (noch einmal in derselben Rolle) an der Seite von Tom Cruise als Vanilla Sky für das amerikanische Kino neu verfilmt wurde.
Einen Höhepunkt erreichte ihre Karriere 1998, als sie für die Filmindustriekomödie Das Mädchen deiner Träume (La Niña de tus ojos, 1998) den Goya-Filmpreis als beste Schauspielerin erhielt. Cruz, die auch Ausflüge in den englischsprachigen Film unternahm, hatte ihren ersten internationalen Hit mit Almodóvars Oscar-gekröntem Werk Alles über meine Mutter (Todo sobre mi madre, 1999), in dem sie eine schwangere, AIDS-kranke Nonne spielt. Der Film wurde mit Preisen und Lob überschüttet. Cruz war nun auf beiden Seiten des Atlantiks überaus bekannt und begehrt.

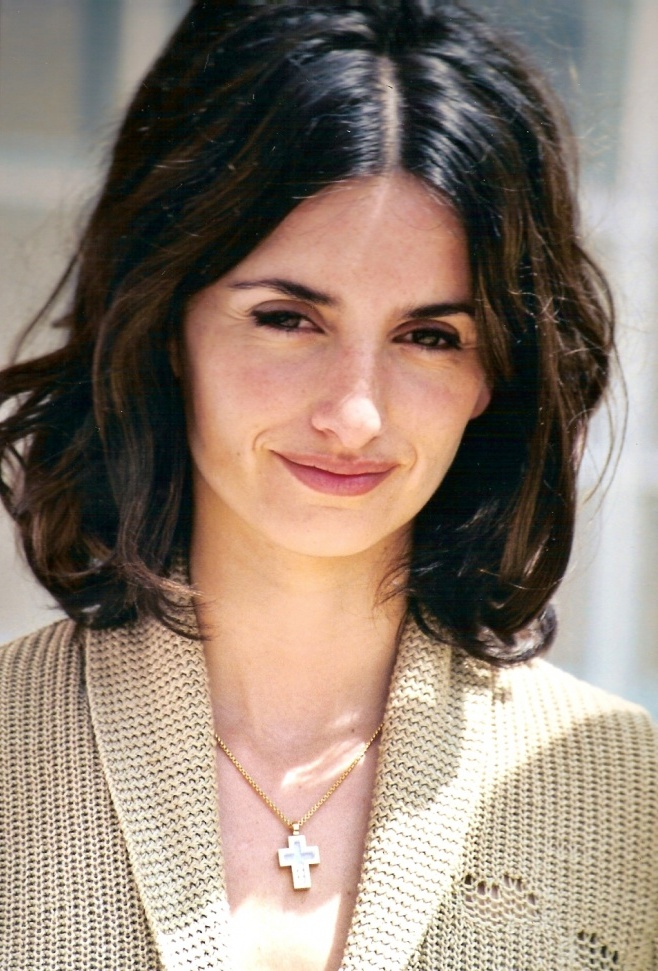
Penélope Cruz, 2003

Ihr nächstes großes Projekt war Woman on Top (2000), eine amerikanische Komödie über eine Köchin mit bezaubernden Fähigkeiten und einem schweren Fall von Reisekrankheit. Während ihres USA-Aufenthalts spielte sie mit Johnny Depp in dem Drogenhandeldrama Blow (2001) und mit Matt Damon in Billy Bob Thorntons All die schönen Pferde (All the Pretty Horses, 2000).
Es folgten weitere Hollywood-Rollen wie z. B. in Cameron Crowes Vanilla Sky (2001) und in Breck Eisners Actionfilm Sahara (2005). Mit ihren Liaisons zu ihren jeweiligen Filmpartnern in diesen Filmen,  Tom Cruise (Vanilla Sky) und Matthew McConaughey (Sahara), sorgte sie für Schlagzeilen in der internationalen Boulevardpresse.
2006 kehrte Cruz in ihr Heimatland Spanien zurück und agierte erneut unter der Regie von Pedro Almodóvar. Für ihre herausragende Leistung in der Tragikomödie Volver – Zurückkehren erhielt sie mit ihren Schauspielkolleginnen Carmen Maura, Lola Dueñas, Blanca Portillo, Yohana Cobo und Chus Lampreave im selben Jahr den Darstellerpreis der 59. Internationalen Filmfestspiele von Cannes sowie Monate später den Europäischen Filmpreis als Beste Darstellerin. 2007 war sie als Beste Hauptdarstellerin erstmals für den Oscar nominiert. Lob vonseiten der Kritik erhielt sie auch für ihre Nebenrolle in Woody Allens Komödie Vicky Cristina Barcelona (2008), die ihr 2009 den Goya und den BAFTA Award sowie eine Golden-Globe-Nominierung einbrachte. Für ihren Part der María Elena wurde ihr im selben Jahr schließlich als erster spanischer Schauspielerin überhaupt der Oscar verliehen.
Wenige Monate später folgte der Kinostart von Almodóvars Film Zerrissene Umarmungen (Los abrazos rotos), in dem sie eine vermeintlich erfolglose, tragisch endende Schauspielerin verkörpert. Die Rolle – in der bereits vierten Zusammenarbeit mit Pedro Almodóvar spielt sie sowohl die zurückhaltende Schauspielerin Lena Rivero, eine Frau zwischen zwei Männern, als auch deren Darstellung der aufgedrehten Pina in dem Film – brachte ihr eine Nominierung für den Europäischen Filmpreis ein.
Ab Februar 2010 arbeitete Penélope Cruz zusammen mit Rob Marshall an dem Musikfilm Nine, wofür sie jeweils in der Kategorie Beste Nebendarstellerin für den Oscar und den Golden Globe nominiert wurde. Im Mai 2010 konnte man sie in Sex and the City 2 sehen.
Im vierten Teil der Pirates-of-the-Caribbean-Reihe war sie ab Mai 2011 an der Seite von Johnny Depp in der Rolle der Angelica zu sehen.
Im April 2011 bekam sie als erste spanische Schauspielerin einen Stern auf dem Hollywood Walk of Fame.
Im Oktober 2014 wurde sie vom Männermagazin Esquire zur Sexiest Woman Alive gekürt.

## Filmografie (Auswahl)

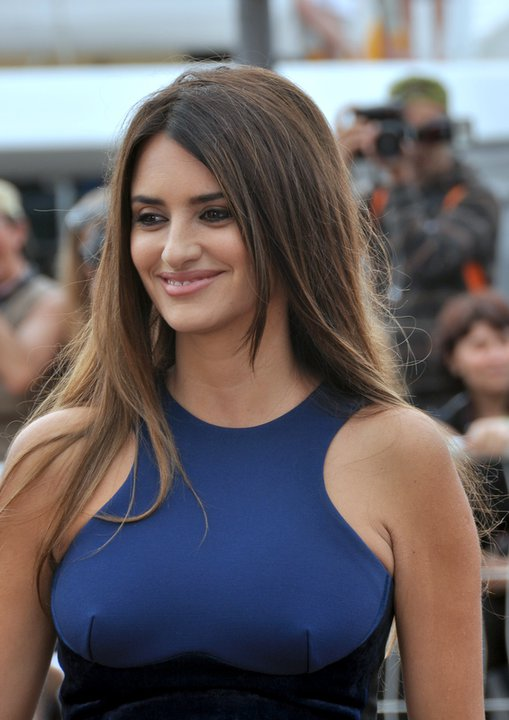
Penélope Cruz 2011 bei der Premiere von Pirates of the Caribbean – Fremde Gezeiten auf den 64. Filmfestspielen von Cannes

- 1991: Série Rose (Série rose, Fernsehserie, Folge Elle et lui)
- 1992: Belle Epoque (Belle epoque)
- 1992: Lust auf Fleisch (Jamón, Jamón)
- 1992: Framed (Fernsehserie, drei Folgen)
- 1993: The Greek Labyrinth (El laberinto griego)
- 1993: The Rebel (La ribelle)
- 1993: Per amore, solo per amore
- 1994: Alegre ma non troppo
- 1994: Todo es mentira
- 1995: Entre rojas
- 1996: Brujas
- 1996: La Celestina
- 1996: Wer liebt, lebt gefährlich (El Amor perjudica seriamente la salud)
- 1997: A Corner of Paradise (Et hjørne af paradis)
- 1997: Live Flesh – Mit Haut und Haar (Carne trémula)
- 1997: Virtual Nightmare – Open Your Eyes (Abre los ojos)
- 1998: Don Juan
- 1998: Talk of Angels
- 1998: Das Mädchen deiner Träume (La Niña de tus ojos)
- 1998: Hi-Lo Country – Im Land der letzten Cowboys (The Hi-Lo country)
- 1998: Lieber gestern als nie … (Lluvia en los zapatos)
- 1999: Volavérunt
- 1999: Alles über meine Mutter (Todo sobre mi madre)
- 2000: Woman on Top
- 2000: All die schönen Pferde (All the Pretty Horses)
- 2001: Sin noticias de Dios
- 2001: Blow
- 2001: Corellis Mandoline (Captain Corelli’s Mandolin)
- 2001: Vanilla Sky
- 2002: Waking Up in Reno
- 2003: Masked and Anonymous
- 2003: Fanfan der Husar (Fanfan la tulipe)
- 2003: Gothika
- 2004: Don’t Move (Non ti muovere)
- 2004: Die Spiele der Frauen (Head in the Clouds)
- 2004: Noel
- 2005: Sahara – Abenteuer in der Wüste (Sahara)
- 2005: Volver – Zurückkehren (Volver)
- 2005: Chromophobia
- 2006: Bandidas
- 2007: The Good Night
- 2008: Elegy oder die Kunst zu lieben (Elegy)
- 2008: Vicky Cristina Barcelona
- 2009: Zerrissene Umarmungen (Los abrazos rotos)
- 2009: Nine
- 2010: Sex and the City 2
- 2011: Pirates of the Caribbean – Fremde Gezeiten (Pirates of the Caribbean: On Stranger Tides)
- 2012: To Rome with Love
- 2012: Twice Born – Was vom Leben übrig bleibt (Venuto al mondo)
- 2013: Fliegende Liebende (Los amantes pasajeros)
- 2013: The Counselor
- 2015: Ma Ma – Der Ursprung der Liebe (Ma ma)
- 2016: Zoolander 2
- 2016: La reina de España
- 2016: Der Spion und sein Bruder (Grimsby)
- 2017: ¿Qué fue de Jorge Sanz? Buena racha (Fernsehfilm)
- 2017: Loving Pablo
- 2017: Mord im Orient Express (Murder on the Orient Express)
- 2018: American Crime Story (Fernsehserie, fünf Folgen)
- 2018: Offenes Geheimnis (Todos lo saben)
- 2019: Leid und Herrlichkeit (Dolor y gloria)
- 2019: Wasp Network
- 2021: Parallele Mütter (Madres paralelas)
- 2021: Der beste Film aller Zeiten (Competencia oficial)
- 2022: The 355
- 2022: L’immensità – Meine fantastische Mutter (L’immensità)
- 2022: En los márgenes
- 2023: Ferrari

## Auszeichnungen und Nominierungen
Oscar

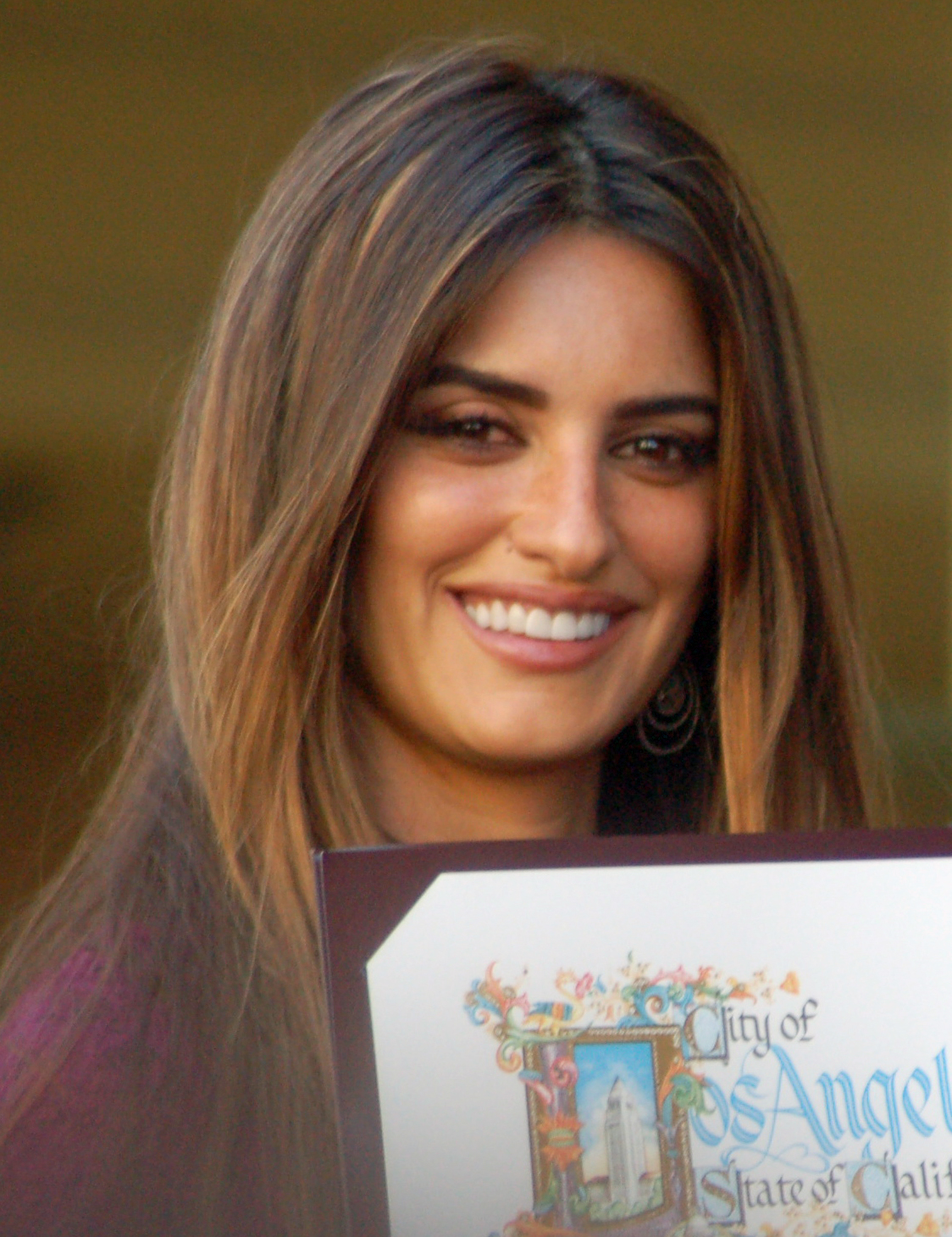
Im April 2011 bei der Verleihung ihres Sterns auf dem Hollywood Walk of Fame

- 2007: Nominiert als Beste Hauptdarstellerin für Volver – Zurückkehren
- 2009: Beste Nebendarstellerin für Vicky Cristina Barcelona
- 2010: Nominiert als Beste Nebendarstellerin für Nine
- 2022: Nominiert als Beste Hauptdarstellerin für Parallele Mütter

Golden Globe Award
- 2007: Nominiert als Beste Hauptdarstellerin – Drama für Volver – Zurückkehren
- 2009: Nominiert als Beste Nebendarstellerin für Vicky Cristina Barcelona
- 2010: Nominiert als Beste Nebendarstellerin für Nine
- 2019: Nominiert als Beste Nebendarstellerin – Serie, Mini-Serie oder TV-Film für American Crime Story

Primetime Emmy Award
- 2018: Nominiert als „Beste Nebendarstellerin in einer Miniserie oder einem Fernsehfilm“ für American Crime Story

British Academy Film Award
- 2007: Nominiert als „Beste Hauptdarstellerin“ für Volver – Zurückkehren
- 2009: „Beste Nebendarstellerin“ für Vicky Cristina Barcelona

Screen Actors Guild Awards
- 2007: Nominiert als „Beste Hauptdarstellerin“ für Volver – Zurückkehren
- 2009: Nominiert als „Beste Nebendarstellerin“ für Vicky Cristina Barcelona
- 2010: Nominiert als „Beste Nebendarstellerin“ für Nine
- 2010: Nominiert als „Bestes Schauspielensemble“ für Nine
- 2019: Nominiert als „Beste Darstellerin in einem Fernsehfilm oder Miniserie“ für American Crime Story

Boston Society of Film Critics Award
- 2008: Beste Nebendarstellerin für Vicky Cristina Barcelona

National Board of Review
- 2009: Beste Nebendarstellerin für Vicky Cristina Barcelona

Goya
- 1993: Nominiert als Beste Hauptdarstellerin für Jamon Jamon
- 1999: Beste Hauptdarstellerin für Das Mädchen deiner Träume
- 2005: Nominiert als Beste Hauptdarstellerin für Don’t Move
- 2007: Beste Hauptdarstellerin für Volver – Zurückkehren
- 2009: Beste Nebendarstellerin für Vicky Cristina Barcelona
- 2010: Nominiert als Beste Hauptdarstellerin für Zerrissene Umarmungen
- 2013: Nominiert als Beste Hauptdarstellerin für Venuto al mondo
- 2016: Nominiert als Beste Hauptdarstellerin für Ma Ma – Der Ursprung der Liebe
- 2017: Nominiert als Beste Hauptdarstellerin für La reina de España
- 2018: Nominiert als Beste Hauptdarstellerin für Loving Pablo
- 2019: Nominiert als Beste Hauptdarstellerin für Offenes Geheimnis
- 2020: Nominiert als Beste Hauptdarstellerin für Leid und Herrlichkeit

Europäischer Filmpreis
- 1999: Nominiert als Beste Darstellerin für Das Mädchen deiner Träume
- 2004: Nominiert als Beste Darstellerin für Don’t Move
- 2006: Beste Darstellerin für Volver – Zurückkehren
- 2022: Nominiert als Beste Darstellerin für Zerrissene Umarmungen
- 2022: Nominiert als Beste Darstellerin für Parallele Mütter

Broadcast Film Critics Association Awards
- 2007: Nominiert als Beste Hauptdarstellerin für Volver – Zurückkehren

César
- 2007: Nominiert als Beste Hauptdarstellerin für Volver – Zurückkehren

MTV Movie Award
- 2001: Nominiert in der Kategorie „Breakthrough Female Performance“ für Blow

Goldene Himbeere
- 2002: Nominiert als Schlechteste Schauspielerin für Vanilla Sky und Blow
- 2023: Nominiert als Schlechteste Nebendarstellerin für The 355